# Steve Barbé
Steve Barbé est un footballeur belge né le 15 janvier 1979 à Asse.

## Carrière
- 1996-98 : RWD Molenbeek  Belgique
- 1999-00 : Charlton  Angleterre
- 2000-01 : KRC Harelbeke  Belgique
- 2001-02 : SWI Harelbeke  Belgique
- 2002-03 : FCM Brussels  Belgique
- 2003-07 : KSV Roulers  Belgique
- 2007- juin 2008 : FCV Dender EH  Belgique
- juillet 2008-2009 : KVK Tirlemont  Belgique